# 로빈슨의 정리
로빈슨의 정리(Robinson's theorem, -定理) 또는 로빈슨의 결합 무모순성 정리(Robinson's joint consistency theorem)는 수리논리학의 기본적인 결과 중 하나로, 영국의 수학자이자 철학자인 존 앨런 로빈슨(John Alan Robinson)의 이름이 붙어 있다. 다음과 같이 쓸 수 있다.
- S와 T를 무모순한 일차 형식 이론이라 하자. 만약 S∩T가 S와 T 공통의 언어에서 완비적이라면, S∪T 역시 무모순하다.

이 정리는 두 형식 이론의 결합 문제에서 중요한 함의가 있으며, 크레이그의 보간 정리나 베스 정의가능성 등과도 관련이 있다.

## 완비성 조건의 대체
다만 이 정리에서 'S∩T가 완비적'이라는 조건은 너무 강력하기 때문에 이 조건을 다른 것으로 대체하려는 연구가 진행되었으며, 다음과 같은 정리가 성립함이 밝혀졌다.
- S와 T를 무모순한 일차 형식 이론이라 하자. 만약 S와 T 공통의 언어에서 {\displaystyle T_{1}\vdash \varphi } 와 {\displaystyle T_{2}\vdash \neg \varphi }를 동시에 만족하는 논리식 {\displaystyle \varphi } 가 존재하지 않는다면, S∪T 역시 무모순하다.

## 참고 문헌
- Boolos, George S.; Burgess, John P.; Jeffrey, Richard C. (2002). Computability and Logic. Cambridge University Press. p. 264. ISBN 0-521-00758-5.